# Quận Orange, Virginia
Quận Orange là một quận thuộc tiểu bang Virginia, Hoa Kỳ.
Quận này được đặt tên theo. Theo điều tra dân số của Cục điều tra dân số Hoa Kỳ năm 2000, quận có dân số 25.881 người. Quận lỵ đóng ở Orange.6.

## Địa lý
Theo Cục điều tra dân số Hoa Kỳ, quận có diện tích 888 km2, trong đó có 5 km2 là diện tích mặt nước.